# Байдраг Гол
Байдраг Гол (Байдарик) (на монголски: Байдраг гол) е река в Южна Монголия, вливаща се в езерото Бооне Цагаан нуур. Дължината ѝ е 295 km, а площта на водосборния ѝ басейн – 28 300 km². Река Байдраг Гол води началото си на 2966 m н.в. под името Барун Гол от южния склон на планината Хангай. По цялото си протежение тече основно в южна посока, в горното и средно течение – в дълбока и тясна долина, а в долното – през северната част на междупланинската падина Долина на езерата. Влива се от изток в езерото Бооне Цагаан нуур, разположено на 1313 m н.в. Основни притоци: леви – Улдзийт Гол (най-голям приток); десни – Нохетин Гол, Дзагийн Гол, Цаган Гол. Има ясно изразено лятно пълноводие. Среден годишен отток – 1,5 m³/s. Протича през почти безлюдни райони, като малка част от водите ѝ се използват за напояване в района на малкото градче Жаргалант.